# 片山製薬所

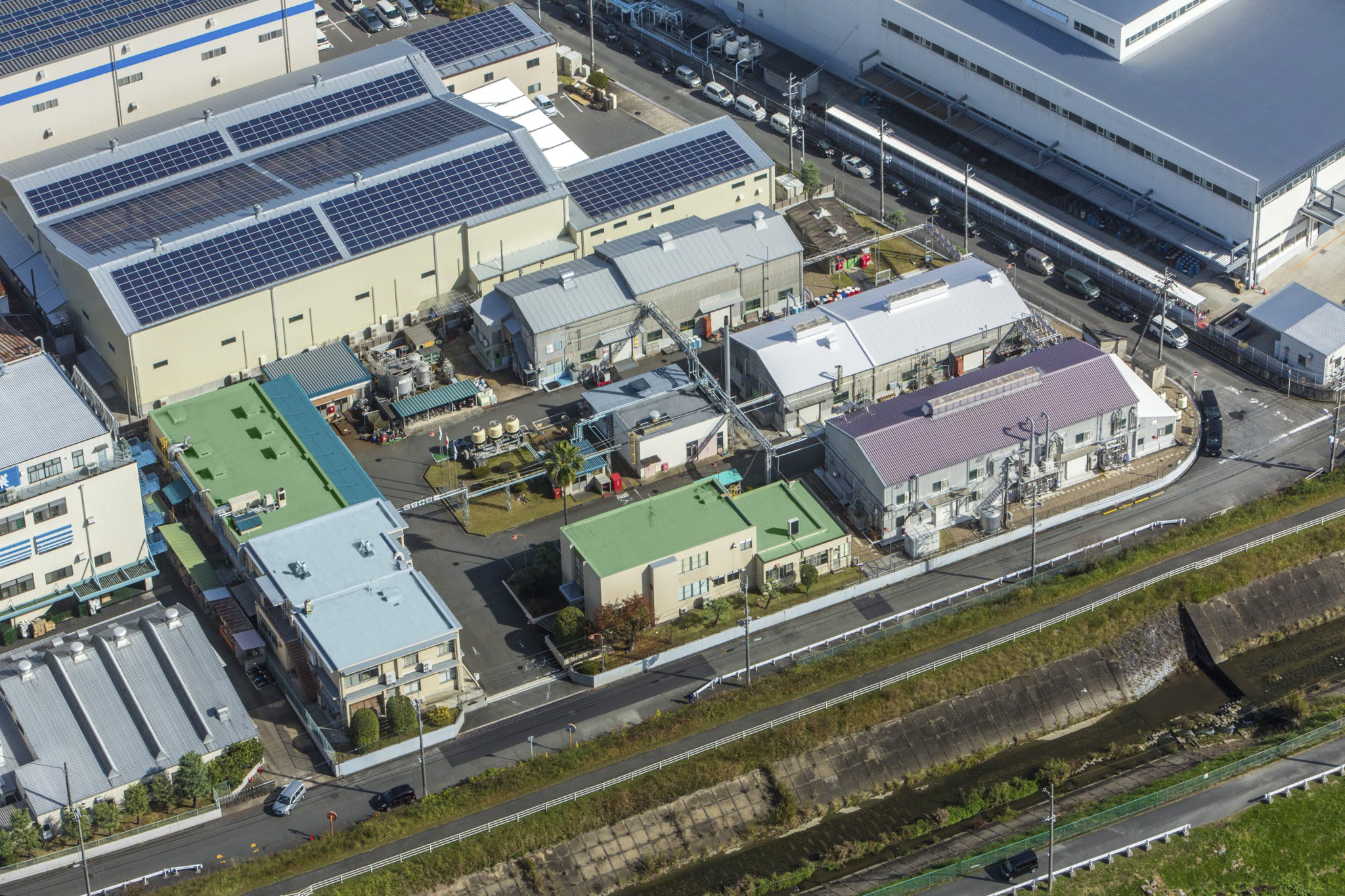
枚方工場

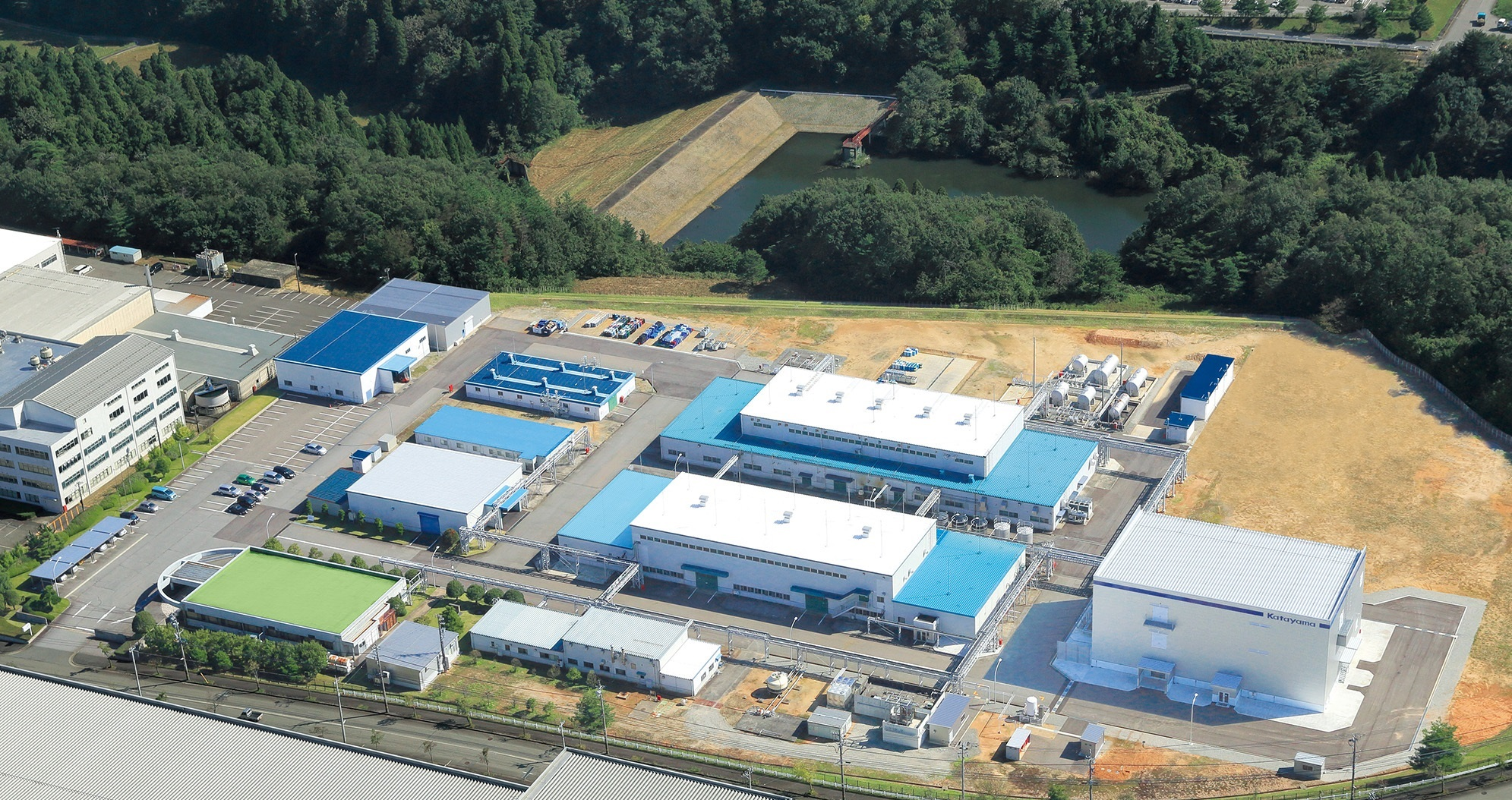
富山工場

株式会社片山製薬所（かたやませいやくしょ、英語: Katayama Seiyakusyo Co., Ltd.）は、大阪府枚方市招提田近に本社を置く医薬品原薬中間体受託製造企業である。社名の由来は創業者に因むもの。2012年に堺化学工業の完全子会社となった。 

## 概要
1922年（大正11年）大阪市にて創業。有機・無機試薬の合成事業から出発。1953年に写真印画紙用薬品（カラーカプラー、増感色素など）の合成事業を開始する。1980年に医薬品受託製造事業に進出し、以来、数多くの医薬品原薬中間体製造に取り組む。
2015年4月には中間体の製造能力強化のため、富山工場の第3製造棟の建設に着手し、2016年4月に完成。同年6月に試運転を開始した。
PMDA、FDA、EMAによるGMP査察をクリアしており、日米欧3極対応の受託製造が可能。自社製品としてアゼチジン誘導体の開発にも注力している。 

## 沿革
- 1922年（大正11年）2月 - 大阪市にて創業。試薬の生産を開始。
- 1950年（昭和25年）11月 – 株式会社に組織変更。
- 1953年（昭和28年） - 写真印画紙用薬品（カラーカプラー、増感色素など）の生産を開始。
- 1969年（昭和44年）6月 - 枚方企業団地（大阪府枚方市）に枚方工場を竣工。
- 1980年（昭和55年） - 医薬品事業に進出。
- 1988年（昭和63年）5月 - 富山八尾中核工業団地（富山県富山市）に富山工場を竣工。GMP体制で医薬品原薬中間体の生産を開始。
- 1989年（平成元年） - 新薬の原薬の生産を開始。
- 1993年（平成5年） - 富山工場　第2製造棟竣工。
- 1995年（平成7年） - 治験薬の原薬および中間体の生産を開始。
- 2012年（平成24年）3月 - 堺化学工業の完全子会社となる。
- 2016年（平成28年）4月 - 富山工場　第3製造棟竣工。

## 工場
- 枚方工場：大阪府枚方市招提田近1-12-3
- 富山工場：富山県富山市八尾町保内1-3